# 霍頓 (阿拉巴馬州)
霍頓（英語：Horton）是一個位於美國阿拉巴馬州馬歇爾縣的非建制地區。該地的面積和人口皆未知。

## 地理
霍頓的座標為34°12′03″N 86°17′49″W / 34.20083°N 86.29694°W，而該地的平均海拔高度為299米（即981英尺）。